# Canzoni per Natale (Irene Grandi)
Canzoni per Natale è un album di cover della cantante italiana Irene Grandi, pubblicato il 28 novembre 2008 per l'etichetta discografica Atlantic.

## Il disco
L'album ha debuttato nella classifica FIMI in decima posizione, raggiungendo nella seconda settimana dall'uscita il terzo posto. In seguito l'album ha raggiunto il 2º posto della classifica FIMI e, dopo un mese dall'uscita, ha ottenuto il disco di platino con oltre 105.000 copie vendute.
Il singolo Bianco Natale invece ha raggiunto la nona posizione.
Tra le cover, vi è Qualche stupido ti amo, lanciata nel 1967 da Sacha Distel e da Nico Fidenco in duetto con Fulvia, e che è la versione scritta da Giorgio Calabrese di Somethin' Stupid, interpretata originariamente da Frank e Nancy Sinatra e conosciuta soprattutto nell'interpretazione di Robbie Williams e dell'attrice Nicole Kidman, eseguita in duetto con Alessandro Gassmann, alcune nuove versioni di Happy Xmas (War Is Over) di John Lennon e Yōko Ono, Oh Happy Day, la canzone tradizionale Silent Night, e cover di brani meno noti come O è Natale tutti i giorni, versione in italiano di More Than Words degli Extreme già realizzata da Luca Carboni, È Natale di Mina (dal disco Ridi pagliaccio) e Canzone per Natale di Morgan.
Le tracce sono inframezzate da alcune "atmosfere" natalizie, inserite ad inizio o fine della traccia scritte dalla stessa Grandi insieme ad altri compositori.
La versione digitale dell'album conteneva come bonus track anche una quattordicesima cover: Christmastime degli Smashing Pumpkins.
Nel 2024 esce una riedizione su CD e in vinile dell'album con l'aggiunta di Last Christmas di George Michael.

## Tracce
CD (Warner 505186514402 (Warner) [it] / EAN 5051865144021)
1. Bianco Natale – 4:00 (Irving Berlin, Filibello, E.Carrera) – (cover di White Christmas di Bing Crosby)
2. O è Natale tutti i giorni – 5:32 (Gary Cherone, Nuno Bettencourt, Luca Carboni, Jovanotti) – (cover del riadattamento di More Than Words degli Extreme eseguito da Luca Carboni nel 1993)
3. Qualche stupido "Ti amo" – 3:25 (Carson Parks, G.Calabrese, E.Carrera) – (con Alessandro Gassmann) (cover del brano Somethin' Stupid di Frank e Nancy Sinatra)
4. Canzone per Natale – 3:17 (Marco Castoldi) – (originariamente interpretata da Morgan)
5. Buon Natale a tutto il mondo – 4:00 (testo: Riccardo Pazzaglia – musica: Domenico Modugno) – (originariamente interpretata da Domenico Modugno)
6. È Natale – 4:47 (Valentino Alfano, Massimiliano Pani) – (originariamente interpretata da Mina)
7. Happy Xmas – 5:12 (John Lennon, Yōko Ono) – (originariamente interpretata da John Lennon e Yōko Ono)
8. Wonderful Christmastime – 4:21 (Paul McCartney) – (originariamente interpretata da Paul McCartney)
9. Let It Snow, Let It Snow, Let It Snow – 3:01 (Sammy Cahn, Jule Styne) – (originariamente interpretata da Vaughn Monroe)
10. Oh Happy Day – 4:05 (Edwin Hawkins) – (originariamente interpretata dagli Edwin Hawkins Singers)
11. Silent Night – 5:01 (testo: Joseph Mohr – musica: Franz Xaver Gruber) – (canto tradizionale natalizio)
12. Wishing on a Star – 4:38 (Billie Rae Calvin) – (originariamente interpretata da Rose Royce)

## Classifiche

### Classifiche settimanali
| Classifica (2008) | Posizione massima |
| ----------------- | ----------------- |
| Italia            | 2                 |

### Classifiche di fine anno
| Classifica (2008) | Posizione |
| ----------------- | --------- |
| Italia            | 22        |